# Herrickia
Herrickia là một chi thực vật có hoa trong họ Cúc (Asteraceae).

## Loài
Chi Herrickia gồm các loài: